# Nicolaaskerk (Wijhe)
De Nicolaaskerk in de Overijsselse plaats Wijhe is een driebeukige laatgotische kerk.

## Geschiedenis
De oudste kerk op deze plaats dateert van omstreeks 1100. De tufstenen van deze kerk zijn later hergebruikt bij de bouw van de nieuwe kerk. De toren werd omstreeks 1300 gebouwd in romaanse stijl. In een latere periode werd de toren in gotische stijl verder verhoogd. Laat in de 14e eeuw werd het koor vernieuwd. Het schip van de kerk kreeg in de loop van de 15e en 16e eeuw zijn huidige vorm. In de kerk bevinden zich drie graftombes voor respectievelijk voor de drost van Salland Robert van Ittersum tot Nijenhuis (1645-1705), voor het lid van de ridderschap van Holland en van de gecommitteerde raden en van de Raad van State Transislanus Adolf van Voorst tot Hagenvoorde (1651-1707) en voor het lid van de ridderschap van Overijssel en de gouverneur van Bergen op Zoom Koenraad Willem van Dedem tot de Gelder (1644-1714), de laatste twee gemaakt door Jan Mast.
Op de wanden van de kerk bevinden zich diverse muurschilderingen van Bijbelse figuren en heiligen. Deze taferelen zijn na de restauratie van 1983 weer in het zicht gekomen. Na de reformatie waren deze taferelen bedekt onder een pleisterlaag. Het orgel werd in 1821 geschonken door de oud-VOC-koopman en oud-resident  Johan Lubbert Umbgrove (1759-1826). Het orgel werd gebouwd door Georg Heinrich Quellhorst en zijn stiefzoon Carl Friedrich August Naber.

## Kerktoren
De toren heeft twee klokken waarvan er één in 1681 werd hergoten door Gerrit Schimmel. Op deze klok is het volgende gedicht aangebracht: 
Als Sallands opperhooft drost Bentinck was
Van Laar ter Wyssche vierschaar 't vonnis las
Kemnerus hier vertolkte 's hemels taal
Gaf Schimmel mij mijn wezen andermaal
Ik brom nu met een schel geluyt
Aant Wysche volk mijn uyrtall uyt
Ik roep Godts scharen tempelwaart
En tot der lijken gravewaart
Kerk en toren werden in 1969 als rijksmonument ingeschreven in het monumentenregister.

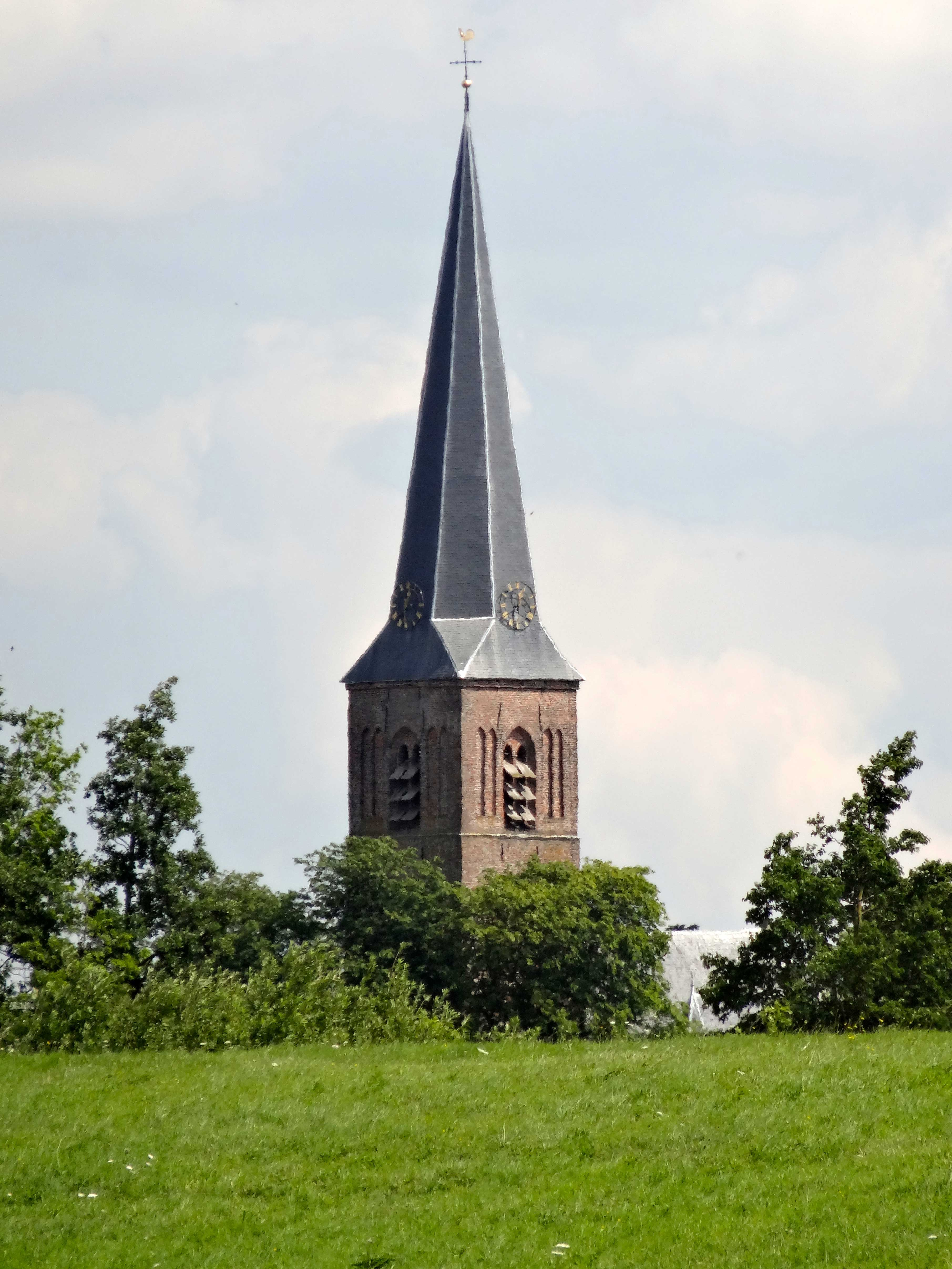
Toren
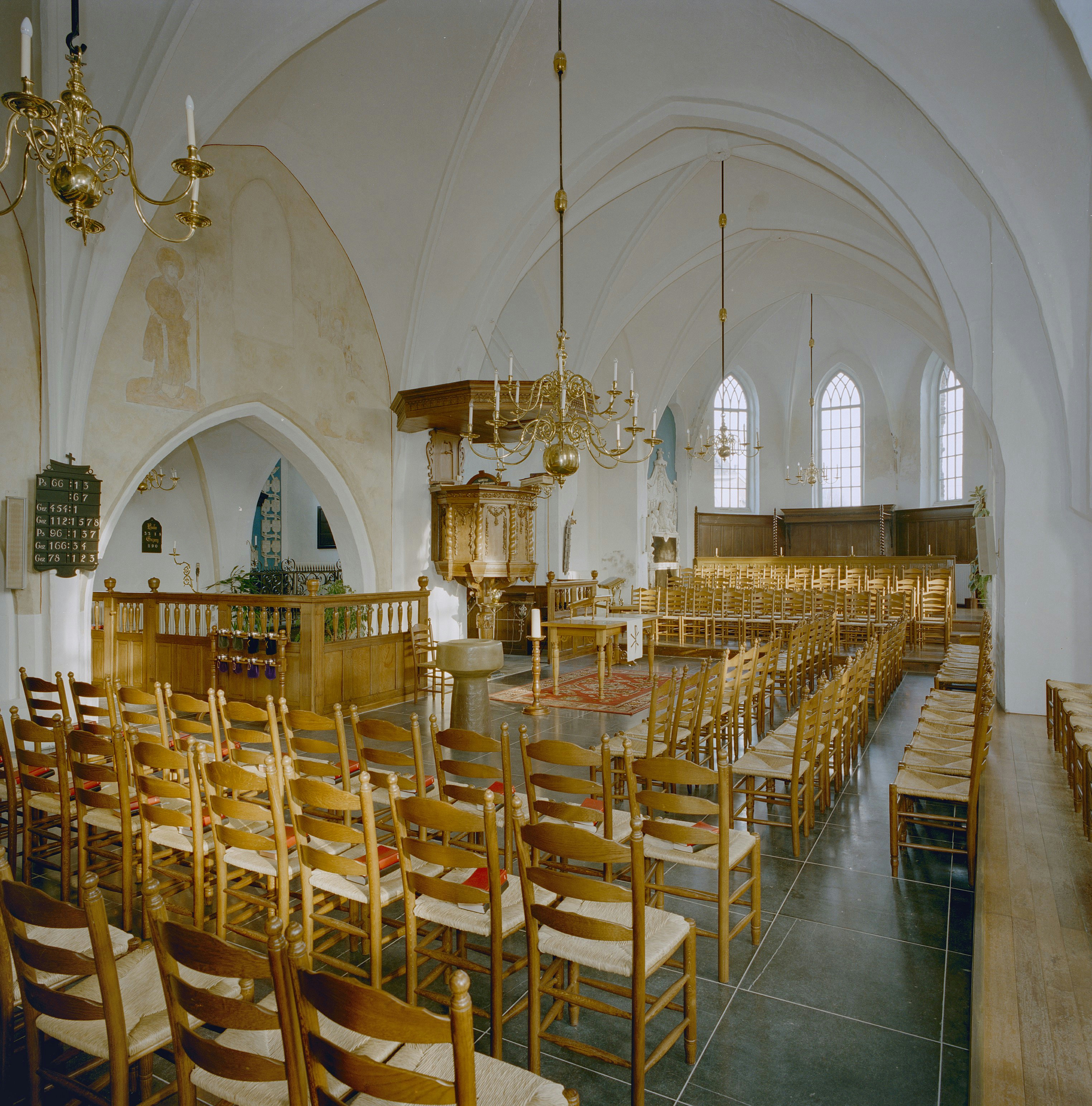
Interieur
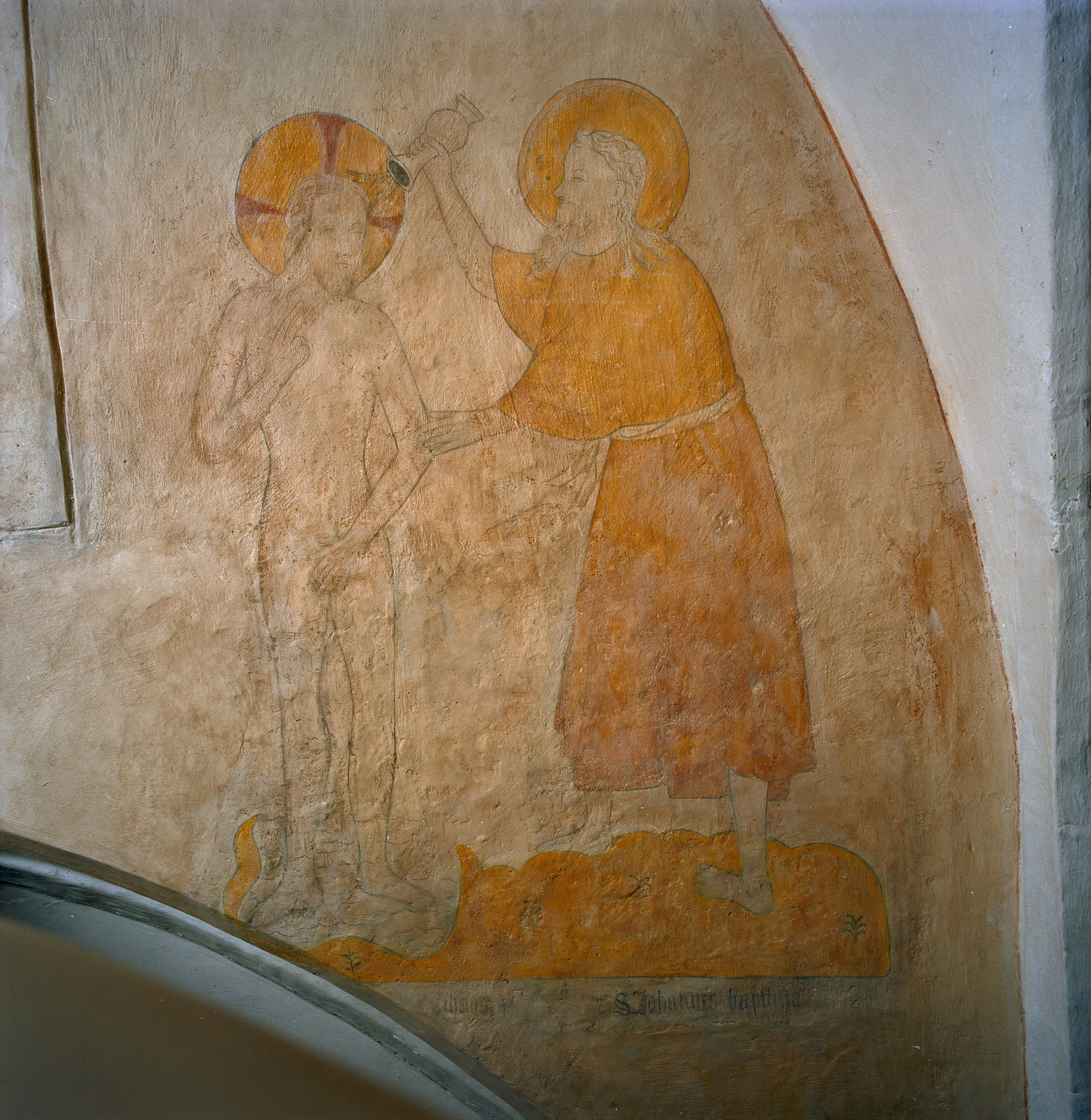
Muurschildering
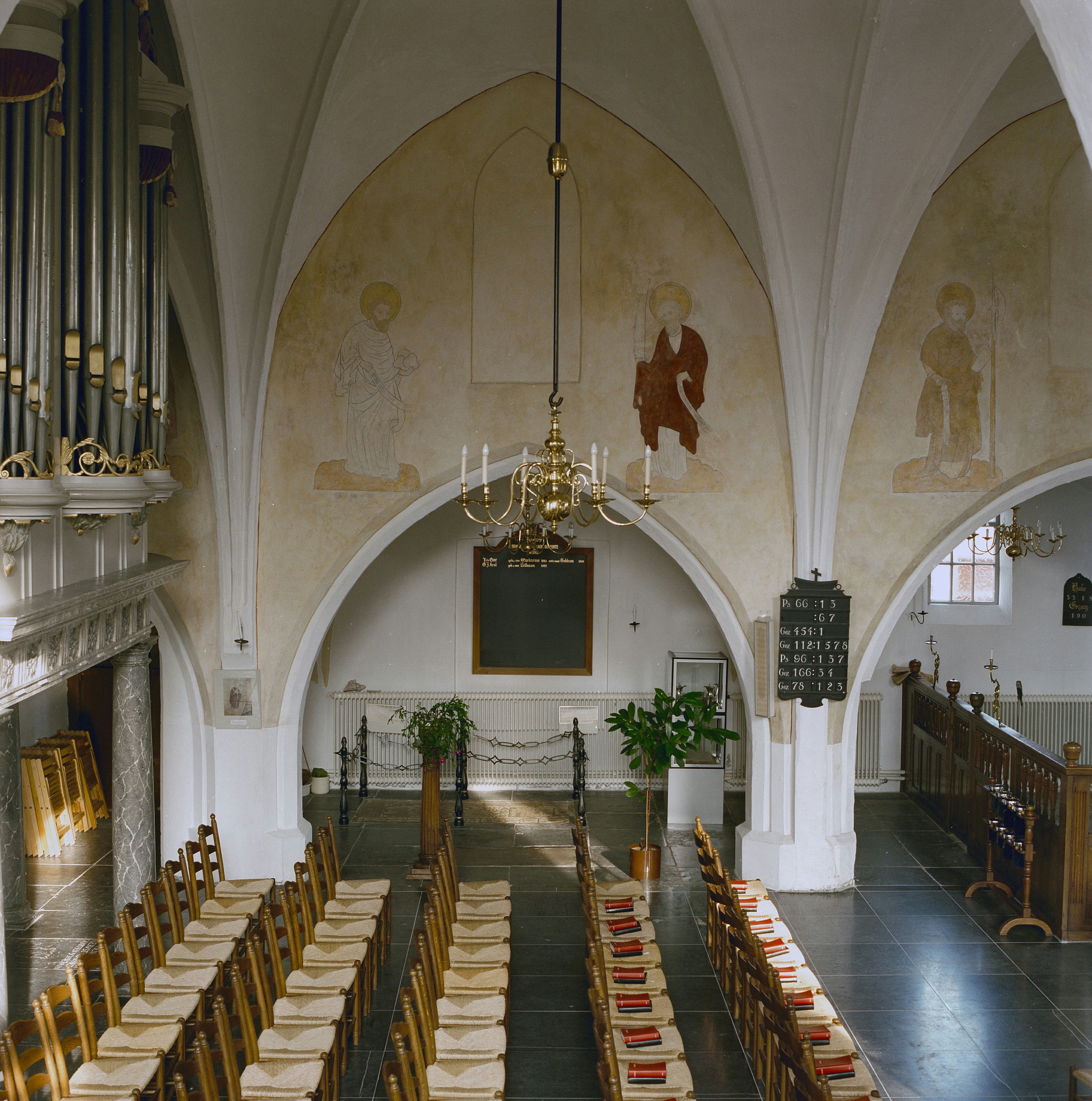
Interieur met orgel en muurschilderingen
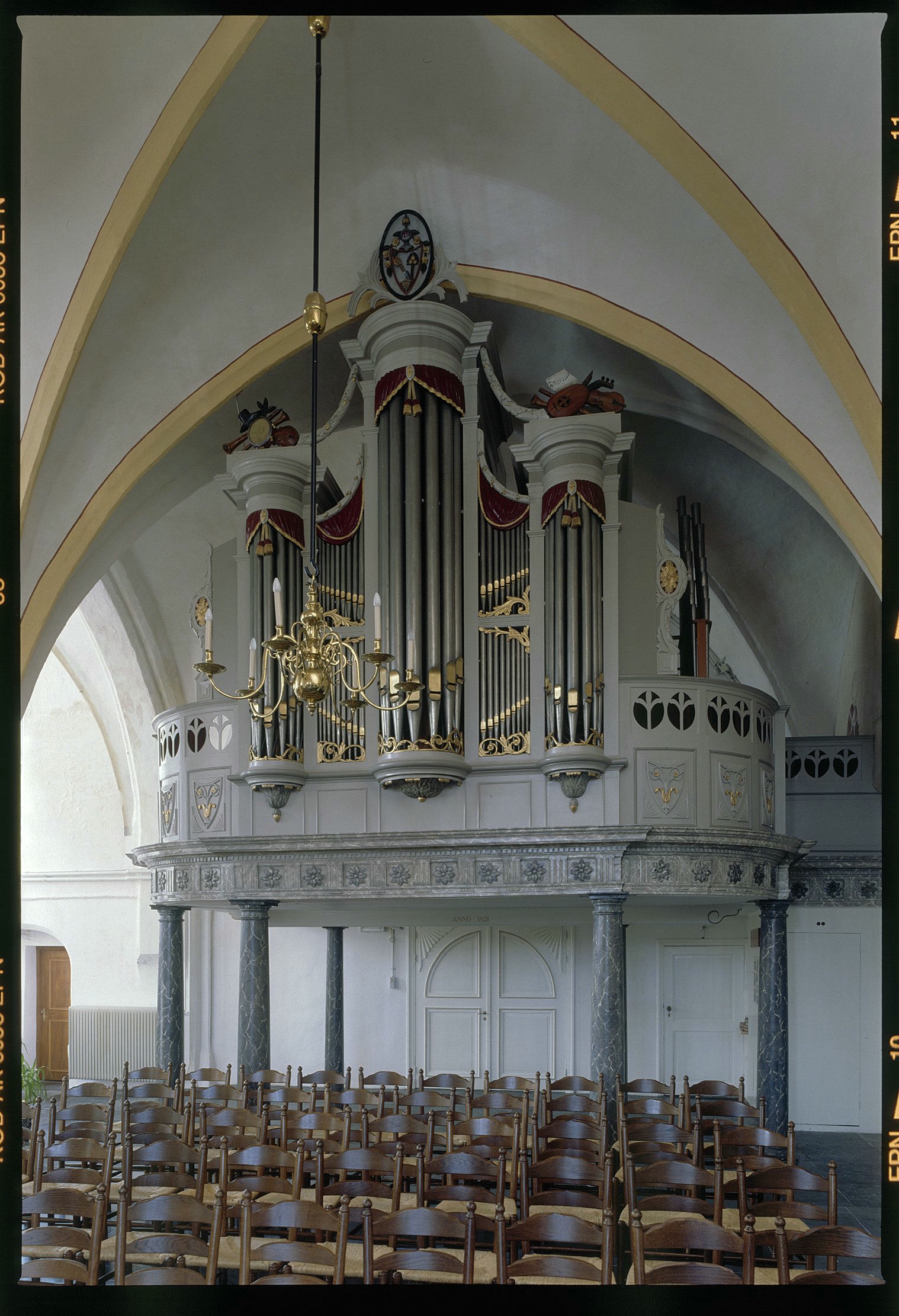
Het orgel uit 1821